# Trigonotis corispermoides
Trigonotis corispermoides är en strävbladig växtart som beskrevs av C. J. Wang. Trigonotis corispermoides ingår i släktet Trigonotis och familjen strävbladiga växter. Utöver nominatformen finns också underarten T. c. sessilis.